# Stopplaats Wagenborgen
Stopplaats Wagenborgen (telegrafische code: wab) was een stopplaats aan de spoorlijn Zuidbroek - Delfzijl, destijds aangelegd en geëxploiteerd door de Noordoosterlocaalspoorweg-Maatschappij (NOLS). De stopplaats lag ten noordoosten van Wagenborgen in de toenmalige gemeente Delfzijl. Aan de spoorlijn werd de stopplaats voorafgegaan door station Nieuwolda en gevolgd door station Weiwerd. Stopplaats Wagenborgen werd geopend op 5 januari 1910 en gesloten op 1 december 1934. Bij de stopplaats was vanaf 1910 een abri aanwezig die in 1931 nog werd vervangen door een abri die daarvoor dienst had gestaan bij stopplaats Roodehaan.
In de oorspronkelijke plannen zou de spoorlijn Groningen - Weiwerd nabij Wagenborgen aansluiten op de lijn Zuidbroek - Delfzijl, maar bij latere plannen is de aansluiting noordelijker nabij Weiwerd geplaatst.